# Henryk Kuczma
Henryk Kuczma (ur. 15 lipca 1962 w Stegnie) – polski działacz samorządowy i sportowy, trener piłki nożnej, piłki nożnej plażowej i siatkonogi, z wykształcenia technik mechanik.

## Życiorys
Ukończył Technikum Mechanizacji Rolnictwa w Nowym Dworze Gdańskim. Pracował jako mechanik w Państwowym Gospodarstwie Rolnym Grochowo I i Grochowo III, od 1987 – jako inkasent w Przedsiębiorstwie Wodociągów i Kanalizacji w Krynicy Morskiej.

## Działalność samorządowa
- 1988–1990 – radny Gminy Sztutowo[1],
- 1998–2002 i od 2006 – radny Rady powiatu nowodworskiego (1998-02 i 2006-18 – wiceprzewodniczący rady).

## Działalność sportowa
- 1987- trener piłki nożnej w LZS/KS Bałtyk Sztutowo
- 2004- trener plażowej piłki nożnej w Hemako Sztutowo – zwycięstwo w Mistrzostwach Polski w piłce nożnej plażowej mężczyzn w 2018[2], drugie miejsce w 2010, 2013, 2014 i 2015, trzecie miejsce w 2009 i 2012, drugie miejsce w Pucharze Polski w piłce nożnej plażowej w 2010, 2013, 2014 i 2015, 1/8 finału Euro Winners Cup w 2016, trzecie miejsce w Mistrzostwach Polski w piłce nożnej plażowej kobiet w 2006
- 2007-08 selekcjoner reprezentacji Polski w siatkonodze. Prowadził kadrę na Mistrzostwach Europy w 2007 w Trencinie. Jego podopieczni zajęli w europejskim debiucie dziewiąte miejsce. W 2008 na Mistrzostwach Świata w Nymburku indywidualnie Paweł Friszkemut zajął siódme miejsce, a w deblu jedenaste[3].
- 2007- prezes Towarzystwa Sportowego Mierzei Wiślanej w Sztutowie[4].
- pomysłodawca i organizator cyklu imprez sportowo-rekreacyjnych na plaży w Sztutowie Sztutowskie Lato[5].